# 프랭크 모건
프랜시스 필립 부퍼먼(영어: Francis Phillip Wuppermann, 1890년 6월 1일 ~ 1949년 9월 18일)은 프랭크 모건(영어: Frank Morgan)이라는 예명으로 활동한 미국의 배우이다.

## 영화
- 애니 넘버 캔 플레이 (1949년)
- 스트래톤 스토리 (1949년)
- 썸머 홀리데이 (1948년)
- 삼총사 (1948년)
- 그린 돌핀 스트리트 (1947년)
- 래시의 용기 (1946년)
- 그레이트 모건 (1946년)
- 욜란다 앤 더 씨프 (1945년)
- 더 화이트 클리프스 오브 도버 (1944년)
- 키스밋(영어판) (1944년)
- 더 휴먼 코미디 (1943년)
- 싸우잰드 치어 (1943년)
- 배니싱 버지니안 (1942년)
- 홍키 통크 (1941년)
- 훌라벌루 (1940년)
- 브로드웨이 멜로디 오브 1940 (1940년)
- 붐 타운 (1940년)
- 모퉁이 가게 (1940년)
- 브로드웨이 세레나데 (1939년)
- 발라라이카 (1939년)
- 오즈의 마법사 (1939년) - 오즈의 마법사/ 마벨 교수 역
- 스윗하츠 (1938년)
- 로잘리 (1937년)
- 사라토가 (1937년)
- 딤플스 (1936년)
- 위대한 지그펠드 (1936년) - 잭 빌링스 역
- 착한 요정 (1935년)
- 게으름뱅이 (1935년)
- 노티 메리에타 (1935년)
- 캣 앤 더 피들 (1934년)
- 어페어 오브 셀리니 (1934년)
- 더 뉴슨스 (1933년)
- 밤쉘 (1933년)
- 할렐루야 아임 어 범 (1933년)
- 퀸 하이 (1930년)
- 더 크라우디드 아워 (1925년)